# 幽霊列車 (ゲーム)
『幽霊列車』（ゆうれいれっしゃ、英: The Ghost Train）は、Chilla's Artによって開発されたホラーゲーム。プラットフォームはWindowsに対応し、Steamにて2020年7月24日にリリースされた。

## 概要
都市伝説「きさらぎ駅」をモチーフにしたサイコロジカルホラーゲーム。パートは4日間で、駅から列車に乗り、乗客に話しかけていきながらアイテムを入手したり謎解きを行い展開を進めていく。基本的にゲームオーバーはないが、選択肢によって主人公の結末が左右される。駅や列車内には、パトロンである動画配信者やバーチャルYouTuberの広告が掲載されている。

## ストーリー
いつものように駅で列車を待つ主人公。彼が列車に乗って帰る途中、不可解な怪奇現象が次々と起き、怪奇現象は日毎にエスカレートしていく。最終的に「きさらぎ駅」に迷い込んでしまう。

## 登場人物
主人公（田中 謙介）
42歳。保険会社の営業部長。
小学校6年生の時、同級生が学校に持ってきた蝉がうるさいという理由で蝉を全部殺した過去がある。
妻がいるが、2年前に失踪している。
田中栄子
主人公の妻。2年前に失踪している。
中学時代はスクールカーストの上位におり、いじめをしていたという過去を持つ。
道下大史
蝉を大事にしている大柄な男性。
主人公の小学校の同級生で、主人公の上司である加藤先輩の叔父さんの子供にあたる。
清水先生
主人公を中退から救ってくれた恩師。
行く先で主人公に助言をし導いてくれる存在。
茶島歌
主人公の友人で、「うたぴー」というあだ名で呼ばれている。
加藤先輩
主人公が勤めている会社の上司。会社の同僚からも先輩と呼ばれ慕われている。
惺
主人公の高校生の時の一つ下の後輩。
時折思い出し泣きをする妻がいる。
華弥
タクシー会社の女性。主人公の妻の中学時代の友達。